# Ancistrocerus reconditus
Ancistrocerus reconditus är en stekelart som beskrevs av Gusenleitner 1983. Ancistrocerus reconditus ingår i släktet murargetingar, och familjen Eumenidae. Utöver nominatformen finns också underarten A. r. nigrescens.